# Günter Möbius (Sportfunktionär)
Günter Möbius (* 11. November 1928; † 28. August 2015) war ein deutscher Sportfunktionär.

## Werdegang
Möbius war als junger Mann als Leichtathlet und Handballspieler aktiv. Bei den Deutschen Jugendmeisterschaften der Leichtathleten gewann er über die Mittelstrecke eine Bronzemedaille und war 1945/46 Mitglied in der Kernmannschaft der Ostzone im Feldhandball. Er wurde Neulehrer und studierte Sport an der Humboldt-Universität in Berlin.
Ende 1947 wurde er Mitglied der Sportgemeinschaft Wünsdorf, der er bis zu seinem Tod in verschiedenen Funktionen, darunter als Vereinsvorsitzender, treu geblieben war. Auch außerhalb seines Vereins übernahm er ehrenamtliche Funktionen im Sport. Innerhalb des Deutschen Turn- und Sportbundes (DTSB) war er zunächst Kreisturnrat in Zossen, dann Mitglied im DTSB-Kreisvorstand und schließlich Mitglied im Potsdamer Bezirksvorstand. 
Nach der politischen Wende in der DDR und der Auflösung des Deutschen Verbandes für Leichtathletik der DDR (DVfL) war er maßgeblich an der Aufnahme des Leichtathletikverbandes Brandenburg in den Deutschen Leichtathletik-Verband (DLV) beteiligt und von 1990 bis 1996 dessen erster Präsident. Von 1990 bis 1993 war er Leiter des Referats Sport im Landessportbund Brandenburg (LSB). Er war einer der Mitbegründer des Bildungswerkes und der Europäischen Sportakademie des LSB, sowie der Sporthilfe Brandenburg, deren Vorsitzender er seit 1993 war.

## Ehrungen
- 1963: Verdienter Meister des Sports[2]
- 2003: Ehrenplakette des Landessportbundes Brandenburg („Sportadler“)
- 2011: Verdienstkreuz am Bande der Bundesrepublik Deutschland[3]